# دانييل بيوركوسكي
دانييل بيوركوسكي (بالإنجليزية: Daniel Piorkowski)‏ (12 يناير 1984 بملبورن في أستراليا - ) هو لاعب كرة قدم أسترالي في مركز الدفاع. شارك مع منتخب أستراليا تحت 20 سنة لكرة القدم. أما مع النوادي، فقد لعب مع غولد كوست يونايتد ونادي ملبورن فيكتوري ونادي والسول ونيوكاسل يونايتد جتس وMelbourne Knights FC ‏.